# پرستار شب (فیلم ۱۹۳۱)
پرستار شب (انگلیسی: Night Nurse) فیلمی آمریکایی در سبک جنایی و درام به کارگردانی ویلیام ولمن است که در سال ۱۹۳۱ منتشر شد.

## بازیگران
- باربارا استانویک
- بن لیون
- جون بلوندل
- کلارک گیبل
- ورا لوئیس
- والتر مک‌گریل
- ویلی فونگ